# Castell de la Ventosa
El Castell de la Ventosa, del Castellet o del Bedorc és una edificació del segle x del municipi de Piera (Anoia), declarada bé cultural d'interès nacional. Forma part de les fortaleses i torres de defensa destinades al control militar de la vall. És plena de confusions d'identificació i nomenclatura, s'ha anomenat també torre del Bedorc i castell del Parellada.

## Accés
S'hi arriba sortint de Piera per la carretera BV-224 en direcció a Masquefa hi ha una rotonda on hi ha un indicador que detalla Castell de la Ventosa. Seguir sempre els indicadors del castell en direcció sud-oest travessant urbanitzacions.

## Història
La fortalesa i l'església de Sant Miquel (avui desapareguda) fou construïda per les famílies de Bernat Marcucii i de Guillem de Bedorc, les primeres documentades, els anys 1143 i 1160.
El 1188, els esposos Guerau i Arsendis de Bedorc donaren la fortalesa i l'església al Monestir de Sant Cugat. La donació fou confirmada dos anys més tard pel rei Alfons el Cast. L'any 1192, Guerau de Bedorc ho ratificava en el seu testament. No gaire més tard començaren a edificar-se les primeres masies, algunes de les quals encara es conserven: Ca l'Enric, Can Parellada, Ca l'Olivé, Can Ferrer i, molt probablement també, Cal Valls. Els propietaris d'aquestes masies ho eren també de terres rústiques i de conreu explotades per pagesos sota cens. En Pere Parellada consta en documents que daten del 1200, exercint com a testimoni de la consagració de l'església de Piera.
Els Parellada han mantingut el cognom a través dels temps (la darrera propietària en dur-lo fou Maria Gallego Parellada, que morí a la segona meitat del segle XX).

## Arquitectura
Les restes del castell es conserven en dos turons contigus separats per un collet. En el turó de llevant (347 m) hi ha les restes dels murs d'un edifici gran i una possible bestorre. En el turó de ponent (340 m) hi ha restes d'una torre, de diverses èpoques. A llevant es troba un mur d'uns 6 metres de llarg, un gruix de 90 cm i una alçada d'uns 2 m del final del qual sorgeixen dos murs d'uns 2 m de llarg. Podrien ser muralles o un castell de 10 per 12 m de planta. En el mur llarg hi ha alguna espitllera i és format per pedres petites, sovint en opus spicatum. Es podria pensar en un edifici de cap al segle x, a manca d'una excavació arqueològica acurada. A uns quants metres cap al nord hi ha restes d'una bestorre i d'un clos de muralles, tot molt malmès.
En el turó més baix hi ha una torre construïda en dos moments diferents. La primerenca, mitja torre interiorment circular té uns 3,8 m d'alt i un gruix de mur de 260 cm. Feta de pedres petites o mitjanes en opus spicatum quasi pertot. Sembla que aquesta construcció col·lapsà i s'hi adossà a la banda nord un edifici complementari arrodonit amb un mur més prim i carreus mitjans ben arrenglerats quasi tots. La datació és difícil. La part nord de la torre segurament es bastí l'any 1000, per tant, la part sud serà anterior, del segle X com les restes del turó alt.